# Ali Reza Mansourian
Pour les articles homonymes, voir Mansourian.
Ali Reza Mansourian (en perse, علیرضا منصوریان) est un footballeur puis entraîneur iranien, né le 2 décembre 1971 à Téhéran.
Il compte 46 sélections pour huit buts inscrits en sélection nationale et dispute la Coupe du monde de football de 1998.

## Carrière

### En sélection
Ali Reza Mansourian marque 8 buts, en 46 matchs pour l'équipe d'Iran de football.
Il participe à la Coupe du monde de football de 1998.

## Palmarès
- Champion d'Iran  en 1998 et 2006 avec Esteghlal Téhéran.
- Vice-champion d'Iran en 2004 avec Esteghlal Téhéran.
- Vainqueur de la Coupe d'Iran en 1996 et 2008 avec Esteghlal Téhéran.
- Finaliste de la Coupe d'Iran en 2004 avec Esteghlal Téhéran.